# 陳思圻
陳思圻（英語：Vicky Chan Sze Kei、原名陳偉琪，1991年5月21日—），香港女演員和節目主持，是2011年度溫哥華華裔小姐競選亞軍，曾為無綫電視基本藝人合約藝員。

## 背景
陳偉琪於十歲時由加拿大回流香港，並在小五至中三期間就讀聖保祿學校（小學部）和聖保祿學校（中學部）。及後到加拿大讀完成高中課程和畢業於加拿大英屬哥倫比亞大學哲學系學士（同修政治系）。

### 參加選美及才藝比賽
陳偉琪在2011年參加溫哥華華裔小姐競選，參選編號是9號，獲得亞軍、最上鏡小姐及最優雅模特獎，但敗於在2012年代表溫哥華參加國際中華小姐的徐頴堃。此後，她卸任翌年回港，參選2013年度香港小姐競選。參選時，她多次被指以「種票」方式來使自己獲獎，包括出動家人在商場活動中投票給她，使她獲得「現場最受歡迎佳麗獎」；以及在決賽前夕有「神秘契爺」發訊息予傳媒，請傳媒呼籲觀眾投票給陳偉琪，但至今仍未知道該「契爺」是誰。
在準決賽時，指自己參選原因是「欣賞香港人的拼搏精神」；另外，她亦指自己每月只花500元（未知是何國幣值）買東西。而在決賽時，形容自己身材是「較均勻，但相對較健碩及運動型，容易讓人覺得太堅強及硬朗」。最終她獲得總排名第5名，然而是該屆唯一的五強在觀眾投票中排名五強以外；觀眾投票第5名的，是於準決賽當中男性觀眾投票排名第7的13號的歐陽巧瑩，反而陳偉琪在準決賽中在男性觀眾投票排第6名。
陳偉琪又曾參加2013年度香港小姐競選，參選編號為20號。因參選時在不同活動中出動家人為自己投票，以及傳聞有「神秘契爺」為自己拉票，因而有「種票高手」之稱。最後於決賽排名第5位。後來參加第27期無綫電視藝員訓練班成為基本藝人合約藝員，因身材超級勁爆，號稱無線新一代爆乳『咪神』。而她的同屆好友徐頴堃同時參選溫哥華華裔小姐競選贏得溫哥華華裔小姐冠軍和參選2012年國際中華小姐。她現時是「HERO」藝人籃球隊的成員之一。
2019年，陳偉琪參加了世界表演藝術錦標賽「WCOPA」香港賽區比賽，這次她總共橫掃八個獎項，當中包括演藝獎項及樂器大獎，包括豎琴、鋼琴、演戲及modeling。在美國舉行的「WCOPA」世界表演藝術錦鏢賽Final Show中，身穿黑色緊身衣演奏《Despacito》，全場氣氛高漲。之后她于7月12日至7月21日代表中港澳區出戰在洛杉磯举办的总决赛，并进入表演组（Acting）半决赛和乐器组（Instrument）决赛（金牌）。

### 在選舉助選
在回港前，陳偉琪曾為溫哥華市長在選舉中助選。在2012年香港立法會選舉，她曾為競逐建築、測量及都市規劃界議席的民主黨成員吳永輝擔任形象顧問。她指自己曾拍影片教導參選者如何提升形象。

### 涉醉駕被捕
2019年10月25日星期五，晚上11時許，陳偉琪駕駛一輛寶馬房車沿跑馬地毓秀街東行，車上載着女助手，一輛的士則沿成和道北行，兩車駛至交界時發生輕微碰撞。警方接報到場，發現她身上有酒氣，遂對她進行酒精呼氣測試，得出度數79度，超標2倍多，她涉酒後駕駛被捕，已獲准保釋候查，須於11月下旬向警方報到。她其後在社交網站發文表示「對不起！我做錯了！」。陳偉琪事後首次回TVB復工接受傳媒訪問，表示暫時要由兩老負責接送工作，令他們非常擔心感抱歉，陳偉琪其後更被TVB解約，正在播映中之《愛·回家之開心速遞》亦因而成為其告別作。

## 演出

### 電視劇（無綫電視）
| 首播         | 名稱              | 角色                        | 備註                 |
| 2014年       | 愛·回家 (第一輯)  | 蚊蚊                        | 第498集              |
| 2014年       | 愛·回家 (第一輯)  | 蓮                          | 第514集              |
| 2014年       | 愛·回家 (第一輯)  | 美容師                      | 第594集              |
| 2014年       | 愛·回家 (第一輯)  | 可可                        | 第605集              |
| 2014年       | 愛·回家 (第一輯)  | 菲菲                        | 第644集              |
| 2014年       | 我们的天空        | 雜誌社職員 記者             | 第1-4、6-8集 第3-9集 |
| 2014年       | 老表，你好hea！   | 美女                        |                      |
| 2015年       | 華麗轉身          | 援交少女                    |                      |
| 2015年       | 潮拜武當          | 美女                        | 第20集               |
| 2015年       | 樓奴              | 義工                        |                      |
| 2015年       | 拆局專家          | 文家慧                      |                      |
| 2015年       | 陪著你走          | 榕                          |                      |
| 2015年       | 無雙譜            | 姑娘                        |                      |
| 2015年       | 梟雄              | 女歌星                      |                      |
| 2015年       | 實習天使          | 護士                        |                      |
| 2016年       | 愛情食物鏈        | 公關                        | 第18-19集            |
| 2016年       | 警犬巴打          | Vicky                       |                      |
| 2016年       | 潮流教主          | 品牌公關                    | 第17集               |
| 2016年       | 殭                | 年青女（現代） 妓女（民初） | 第27集、第32集       |
| 2016年       | 火線下的江湖大佬  | 新聞報導員                  | 第13、21集           |
| 2016年       | 純熟意外          | 老師                        | 第24集               |
| 2016年       | 一屋老友記        | Vicky                       | 第15集               |
| 2016年       | 完美叛侶          | 同學                        | 第8集                |
| 2016年       | 超能老豆          | 護士                        | 第9集                |
| 2016年       | 為食神探          | 職員                        | 第18集               |
| 2016年       | 幕後玩家          | Ceci                        | 第4集                |
| 2016至2017年 | 愛·回家之八時入席 | Coco                        |                      |
| 2017年       | 乘勝狙擊          | 荷官                        |                      |
| 2017年       | 我瞞結婚了        | 名媛                        | 第2集                |
| 2017年       | 全職沒女          | 秘書                        | 第9集                |
| 2017年       | 與諜同謀          | 主持                        | 第18集               |
| 2017至2023年 | 愛·回家之開心速遞 | Chloe                       | 第58集               |
| 2017至2023年 | 愛·回家之開心速遞 | 雷珍妮（Jenny、細龍太）     | 固定角色             |
| 2017年       | 賭城群英會        | 外國老闆助手                | 第4集                |
| 2017年       | 超時空男臣        | 方惠琪                      |                      |
| 2017年       | 誇世代            | 毛安妮（Annie）             | 第1-4、37集          |
| 2017年       | 溏心風暴3         | Annie                       | 第1集                |
| 2018年       | 波士早晨          | Cosplay                     | 第8集                |
| 2018年       | 是咁的，法官閣下  | 年輕Pansy                   | 第7集                |
| 2019年       | 十二傳說          | 張鳴茵                      | 第13、14集           |
| 2019年       | 她她她的少女時代  | 藍外國朋友                  | 第9集                |

### 電影
- 《同囚》飾演陳國富(MO Sir)太太

### 節目主持
無綫電視
- 2014年：明珠生活
- 2014年：Go! Yama Girl
- 2014年：山系女行Yama Girl
- 2015年：賞遊澳門
- 2015年：Y Angle
- 2016年：一綫娛樂
- 2016年：玩盡澳門無限式
- 2016年：街坊導賞團
- 2016年：3日2夜（韓國首爾江原道春川市、釜山篇主持、2016年8月6日和13日在J2播映）

香港開電視
- 2022年：Summer Girls 2022

### 節目嘉賓
- 2013年：今日VIP
- 2014年：瘋狂夏水禮
- 2014年：姊妹淘
- 2015年：超強選擇1分鐘
- 2015年：街坊廚神舌戰新台韓（演出）
- 2015年：姊妹淘
- 2016年：Big Boys蕩漾夏水禮
- 2017年：終極街頭魔法王
- 2019年：口水多過浪花

### 音樂錄像
- 2016年：馬嘉均〈我阿媽話〉
- 2019年：享樂團〈一巴掌男友〉
- 2020年：鄭世豪〈只准你話我是傻〉

## 曾獲獎項與提名
| 年份   | 獎項                                             | 結果 |
| 2013年 | 2013年度香港小姐競選 「陸上擂台」－跑步比賽 亞軍 | 獲獎 |
| 2013年 | 2013年度香港小姐競選 現場最受歡迎佳麗獎          | 獲獎 |

## 外部連結
- 陳思圻的新浪微博
- 陳思圻的Instagram帳戶
- 陳思圻的Facebook專頁

| 前任： 梁静怡 | 溫哥華華裔小姐競選亚軍 2011年 | 繼任： 邵珮詩 |